# Zágoni Zsolt
Zágoni Zsolt (Budapest, 1952. december 24. –) magyar színész.

## Életpályája
1980-ban szerzett színészi diplomát a Színház- és Filmművészeti Főiskolán, Kerényi Imre osztályában. Főiskolásként gyakorlati idejét a Radnóti Színpadnál töltötte. Először a Budapesti Gyermekszínházhoz szerződött. 1981-től a Pécsi Nemzeti Színház, 1982-től a Szegedi Nemzeti Színház, 1984–1986 között a győri Kisfaludy Színház művésze volt. 1987 óta szabadfoglalkozású színművész. Vendégművészként szerepelt az Evangélium Színházban és a Karinthy Színházban is. A szinkron stúdiókban is a népszerű, foglalkoztatott színészek közé tartozik.

## Fontosabb színházi szerepei
- Szigligeti Ede: Liliomfi... Liliomfi
- Brendan Behan: A túsz... Leslie, a katona (címszerep)
- Nagy Lajos: Budapest Nagykávéház... szereplő (Radnóti Színpad)
- Kulisszatitkok (Derűs színháztörténet két részben)... szereplő (Radnóti Színpad)
- Krúdy Gyula - Gosztonyi János: K-R-Ú-D-Y avagy békeidők szép emléke... Jenő báró  (Radnóti Színpad)
- Molnár Ferenc: Doktor úr... Csató fogalmazó
- William Shakespeare: Julius Caesar... M. Aemilius Lepidus; Flavius, tribunus; Cinna; Artemidorus, enidosi sophista;  Octavius szolgája; Pindarus, Cassius szolgája (Ódry Színpad)
- Shakespeare: Ahogy tetszik... Első úr a száműzetésben (Ódry Színpad)
- Shakespeare: Sok hűhó semmiért... Claudio, ifjú firenzei gróf
- John Ford: Kár, hogy k...... Grimaldi, római nemesember
- Szántó Péter – Arisztophanész: Béke... Tisztakhosz, hős hadvezér
- Szántó Péter: Ágyrajárók... Feri
- Fejes Endre – Presser Gábor: Jó estét nyár, jó estét szerelem... Sofőr; Taxisofőr
- Nóti Károly: Nyitott ablak... Kovács úr
- Lehár Ferenc: A víg özvegy... Kromov, tanácsos
- Nyikolaj Vasziljevics Gogol: A revizor... Uhovjortov, rendőrkapitány
- Dario Fo: A hetedik (A VII. parancsolat: Ne lopj – annyit!)... Második sírásó; Első detektív; Második bolond
- Giulio Scarnicci – Renzo Tarabusi: Kaviár és lencse... Roberto, Leonida fia
- Josef Čapek – Karel Čapek: Két fűszál a világ... Második mérnök, Vezérkari főnök
- L. Frank Baum: Óz, a nagy varázsló... Óz, a nagy varázsló
- Pavlovits Miklós: A giling-galang rejtélye... Imi
- Hegedüs Géza – Georg Kaiser: A calais-i polgárok avagy: Egy város becsülete... Jacques de Wissant
- Grimm fivérek:  Az ördög három aranyhajszála... Ördög
- Tamási Áron: Hegyi patak... Terge Lőrinc, szökött katona  (Evangélium Színház)
- Joseph Kesselring: Arzén és levendula... Brophy (rendőr) (Karinthy Színház)
- John Steinbeck: Egerek és emberek... Carlson (Karinthy Színház)

## Filmek, televízió
- Operabál 13 (1977)
- A fürdőigazgató (1978)
- IV. Henrik király (1980)
- Szerelmem Elektra (1980)
- Mese az ágrólszakadt igricről (1981)
- Hamlet, dán királyfi (1983)
- Különös házasság (sorozat)  4. rész (1984)
- Lutra (1986)
- Szomszédok (sorozat, 1987-1993)
- Bécsi ezüst (1991)
- Frici, a vállalkozó szellem (sorozat, 1993)
- Kisváros (sorozat, 1994–1995)
- Patika (sorozat, 1995)
- Űrgammák (sorozat, 1996)
- Az ördög három aranyhajszála (színházi előadás tv-felvétele, 1996)
- A Notre Dame-i toronyőr (1997)
- For My Baby (1997)
- Az öt zsaru (sorozat, 1998)
- Rosszfiúk (2000)
- Amerikai rapszódia (2001)
- Kémjátszma (2001)
- Napóleon (tévé-minisorozat) (2002)
- A nyomozó (2008)
- A katedrális (sorozat, 2010)
- Tűzvonalban (sorozat, 2009–2010)
- Barátok közt (2011)
- A vér és méz földje (2011)
- Borgiák (sorozat, 2012)
- Az idők végezetéig (sorozat, 2012)
- Hacktion: Újratöltve (sorozat, 2013)
- A kém (2015)
- Apám dobszettje (2016)
- Mintaapák (sorozat, 2020)
- A mi kis falunk (sorozat, 2020)
- Doktor Balaton (sorozat, 2021–2022)
- Mellékhatás (sorozat, 2023)

## Díjai, elismerései
- Nívódíj (1980)
- Szentendrei Művészeti díj (1980)
- Juhász Gyula-díj (1983)